# Dolînske, Zaporijjea
Dolînske (în ucraineană Долинське, în germană Osterwick) este localitatea de reședință a comunei Dolînske din raionul Zaporijjea, regiunea Zaporijjea, Ucraina. Satul a fost locuit de germanii pontici.   

## Demografie
Componența lingvistică a localității Dolînske
     Ucraineană (85,07%)
     Rusă (13,19%)
     Alte limbi (1,74%)
Conform recensământului din 2001, majoritatea populației localității Dolînske era vorbitoare de ucraineană (85,07%), existând în minoritate și vorbitori de rusă (13,19%).